# Xanthoparmelia ceresella
Xanthoparmelia ceresella är en lavart som först beskrevs av Elix, och fick sitt nu gällande namn av O. Blanco, A. Crespo, Elix, D. Hawksw. & Lumbsch. Xanthoparmelia ceresella ingår i släktet Xanthoparmelia och familjen Parmeliaceae.   Inga underarter finns listade.